# 箱根登山バス関本営業所
箱根登山バス関本営業所（はこねとざんバスせきもとえいぎょうしょ）は、かつて存在した箱根登山バスの営業所。

## 概説
関本（大雄山駅）・富士フイルム神奈川工場を中心とした南足柄市・松田町の路線を担当していた。かつては小田原市へも乗り入れていた。
本営業所の前身は、1921年創業の足柄自動車にさかのぼる。戦時統合により箱根登山鉄道足柄営業所となってからも、開成町に車庫を置いていた。また、路線についても秦野市や、小田原駅発着の一部路線も担当していた。
秦野市方面の路線を1996年に湘南神奈交バスに移管したため、本営業所の営業エリアが狭くなったことから、2000年頃にいったん小田原観光営業所（当時）へ統合された。同時に開成町の車庫用地は売却されたが、大雄山駅バスターミナル脇の操車所が車庫機能を果たしており、車両も常駐していた。その後、2005年には関本営業所として正式に分離された。
なお2004年12月31日まで、小田急電鉄との連絡運輸を行っており、新松田駅連絡の乗車券と小田急特急券（指定券）の発行を行っていた。現在でも箱根登山バスや東海バスの案内所で小田急特急券の委託発売があるが、連絡乗車券の発売はない。バス・鉄道連絡運輸を目的として、当所で乗車券・特急券の発売を行っていたことは特記される。
2001年から2003年までに車号表記に使用されていた記号は、「Ashigara（足柄）」の頭文字の「A」。

## 沿革
- 1963年12月30日 - 関本 - 新松田駅 - 大秦野駅間の路線、渋沢駅に乗り入れ開始。
- 1967年7月20日 - みくるべ線運行開始。
- 1968年11月1日 - 竹松線運行開始。
- 1969年5月26日 - 関本 - 新松田駅 - 大秦野駅間でワンマンバス運行開始。
- 1982年10月10日 - 新松田駅 - 関本 - 地蔵堂間急行バス運行開始。
- 1982年11月21日 - 塚原 - グリーンヒル南足柄線運行開始。
- 1996年4月1日 - 秦野市内の路線を湘南神奈交バスに移管する。
- 2022年10月16日 - 営業所廃止に伴い全路線を小田原営業所に移管する。

## 路線
区間運転については省略する。小田原駅で特記がないものは小田原駅東口を指す。

### 廃止時の路線
- 新松田駅 - 合同庁舎 - まました - 足柄高校前 - 関本 - 富士フイルム
足柄自動車創業時からの路線で、本営業所の幹線路線に相当する。南足柄市から小田急線を利用する場合の短絡ルートの役目を果たしており、日中でも15 - 20分間隔で運行されている。そのため、（小田急）新宿駅への連絡路線として、バス・鉄道連絡乗車券での利用ができた。朝夕は富士フイルムの通勤客利用が多い。同じルートを利用して足柄高校、および吉田島高校の学生・関係者向けのスクールバスが運行している。
- 関本 - 富士フイルム - 和田河原駅 - 開成駅
1985年に新設された路線。近年まで開成駅前までは乗り入れておらず、運行本数も1日2 - 3本という状態であったが、開成駅の駅前広場完成と同時に乗り入れ開始、同時に平日については日中毎時1本程度に増発され、新松田駅から富士フイルムへの路線を補完する役割を果たしている。
- 関本 - 足柄神社 - 苅野 - 矢倉沢 - 地蔵堂
- 関本 - 足柄神社 - 苅野 - 矢倉沢 - 内山
- 関本 - 足柄神社 - 苅野 - 内山 - 矢倉沢
- 地蔵堂 - 足柄万葉公園
足柄峠への観光路線で、季節運行。

### 廃止路線

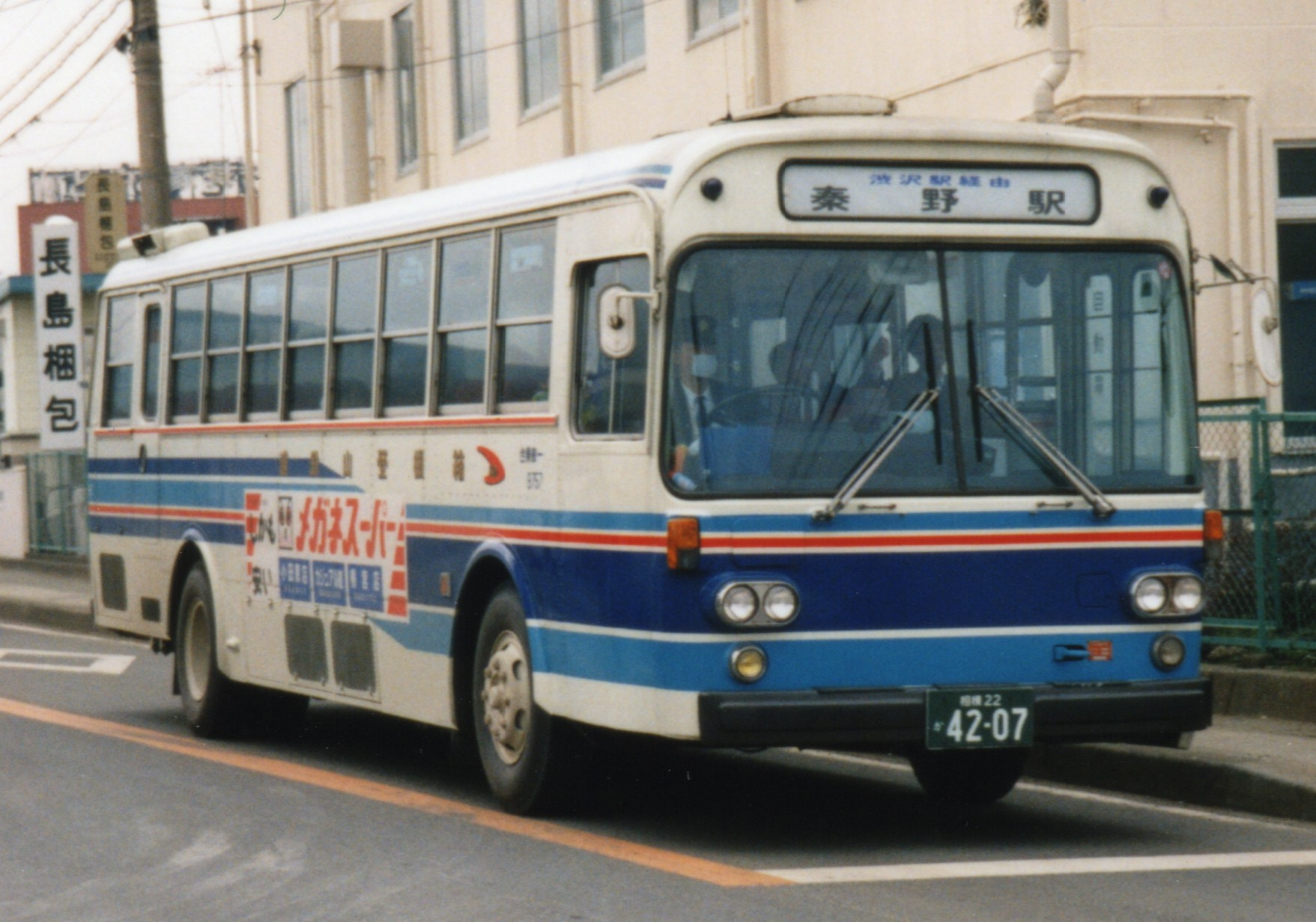
かつては秦野駅まで乗り入れていた B757

- 新松田駅 - 松田ランド - 渋沢駅 - 秦野駅
- 秦野駅 - 渋沢駅 - みくるべ
- 秦野駅 - 白笹稲荷神社
上記3路線は、いずれも湘南神奈交バスへ移管された。白笹稲荷への路線は2月の初午のみ運行。
- 渋沢駅 - 運動公園
イベント時の臨時系統で、免許上は神奈川中央交通と相互乗り入れという形態であった。こちらは移管されなかった。
- 関本 - 足柄高校前 - まました - 班目公会堂前
- 小田原駅 - 飯泉入口 - 五百羅漢 - 飯田岡 - 塚原 - グリーンヒル南足柄

- 関本 - 富士フイルム - 塚原 - 飯田岡 - 五百羅漢 - 飯泉入口 - 小田原駅
伊豆箱根鉄道大雄山線と完全平行する路線で、本数は少ない。
- 関本 - 富士フイルム - 塚原 - 富水駅入口 - 狩川橋 - 五百羅漢 - 飯泉入口 - 小田原駅
上記系統の経路違いの設定であった。
上記2路線は2021年4月2日の運行をもって廃止された[1]。

- 関本 - 富士フイルム - 岡本入口 - 塚原 - グリーンヒル南足柄 - 三竹
関本 - グリーンヒル線と、地域生活路線だった関本 - 三竹線を統合。同時にグリーンヒル地区でのルートを細かく設定、コミュニティバスに近いルート設定となった。その後塚原 - 三竹 - グリーンヒル南足柄に経路が短縮された後、2021年10月1日の運行をもって廃止された[2]。

- 新松田駅 - 合同庁舎 - まました - 竹松 - トンネル - 関本 - 富士フイルム　※関本発着便もあり
- 新松田駅 - 合同庁舎 - 五反田 - 和田河原駅 - 富士フイルム - 関本
上記2路線は富士フイルムへの通勤客が多い時間帯にのみ運行された。ただし、単独運行区間での利用はほとんどなかった。
上記2路線は2022年4月3日の運行をもって廃止された[3]

### 他の営業所に移管した路線
- 小田原駅 - 早川駅 - 根府川駅 - 石名坂（小田原観光営業所（当時）に移管）

## 車両
本営業所は、箱根登山バスの営業所の中で唯一、箱根地区の観光路線を担当しておらず、足柄万葉公園への路線を除けば地域輸送が主体の営業所である。このため、2008年現在の車両配置は通常の路線車のみで、10台が配置されているが、全て中型車である。三菱車・日野車が1台ずつ配置されている以外は、全ていすゞ車である。なお、台数が少ないため、検査時には小田原営業所の車両が運用に入る。
かつては観光シーズンには箱根方面への応援のために、観光仕様車の配置もあった。

## 参考資料
- バス・ジャパン ハンドブックシリーズR「58 東海自動車・箱根登山バス」